# George Packer

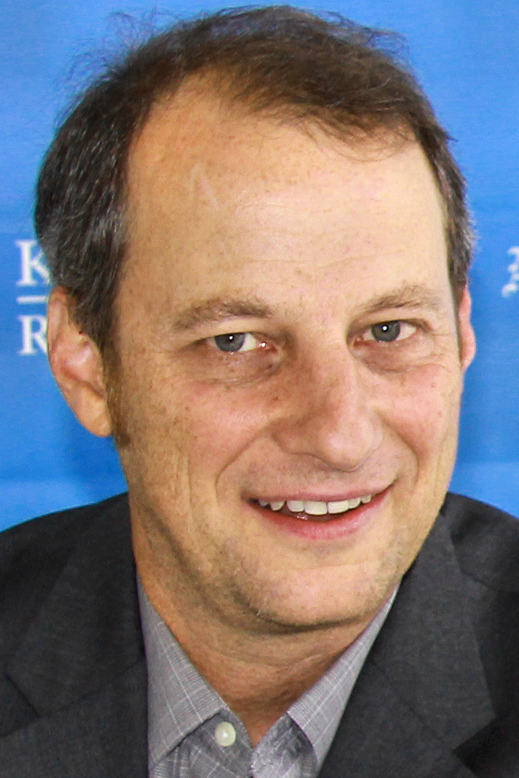
George Packer (2013)

George Packer (* 13. August 1960 in Santa Clara, Kalifornien) ist ein US-amerikanischer Schriftsteller und Journalist. Er ist vor allem für seine journalistischen Arbeiten für The New Yorker bekannt, deren Schwerpunkt die Außenpolitik der Vereinigten Staaten ist. Sein Sachbuch The Unwinding: An Inner History of the New America wurde 2013 mit dem National Book Award in der Kategorie Sachbuch ausgezeichnet und für den National Book Critics Circle Award nominiert.

## Kindheit und Erziehung
Packer wurde 1960 in Kalifornien geboren. Packers Eltern Herbert und Nancy Packer, geborene Huddleston arbeiteten beide als Wissenschaftler an der Stanford University. Sein Großvater mütterlicherseits, George Huddleston, sowohl als auch ein Onkel waren zeitweilig Mitglieder des Repräsentantenhauses. Packer studierte am Yale College und schloss sein Studium 1982 ab. Er war kurzzeitig für das Peace Corps in Togo eingesetzt. Seine Schwester Ann Packer ist ebenfalls Schriftstellerin. George Packer ist in zweiter Ehe mit Laura Secor verheiratet.

## Berufliche Laufbahn
Packers Essays und Artikel wurden unter anderem in Boston Review, The Nation, World Affairs, Harper’s und The New York Times veröffentlicht. Er war außerdem als Kolumnist für Mother Jones tätig und ist seit 2003 fester Mitarbeiter des New Yorker.
Packer war außerdem Holtzbrinck Fellow Class of Fall 2009 an der American Academy in Berlin.
Sein Sachbuch The Assassins’ Gate: America in Iraq (2005) untersucht die Ereignisse, die 2003 zur Invasion in Irak führte und er berichtete später über weitere Entwicklungen in diesem Land. Packer gehört dabei zu den Personen, die die Invasion befürworteten.
Sein Theaterstück „Betrayed: A Play“ (2008) welches sich ebenfalls mit dem Krieg im Irak beschäftigt, wurde 2009 am Staatstheater Karlsruhe unter dem Titel „Verraten“ in der Regie von Johannes Lepper in Deutschland erstaufgeführt.
In The Unwinding: An Inner History of the New America (2013) verknüpft er seine Darstellungen von ökonomischen, kulturellen und politischen Ereignissen in den USA, indem er ausführlich die Biografien von drei Personen darstellt: eine Industriearbeiterin aus Youngstown, Ohio, die zur Sozialarbeiterin wird, ein Biodiesel-Unternehmer aus North Carolina, ein Lobbyist in Washington. Ähnlich ausführlich geht er auf Personen ein, die vom Zusammenbruch des Immobilienmarkts in Tampa, Florida, betroffen sind und ebenso auf den Entrepreneur Peter Thiel, der wesentlich am Erfolg von PayPal und Facebook beteiligt war. Eingestreut zwischen diese längeren Berichte sind zehn kürzere biografische Skizzen über bekannte Amerikaner wie den Rapper Jay-Z, den Schriftsteller Raymond Carver, den Republikaner Newt Gingrich und die Restaurantbesitzerin Alice Waters.

## Auszeichnungen und Nominierungen
- 2013 National Book Award in der Kategorie Sachbuch.[5][6]
- 2013 National Book Critics Circle Award: Nominiert in der Kategorie Sachbuch.[7][8]
- 2019: Los Angeles Times Book Prize

## Veröffentlichungen
- The Village of Waiting (1988). New York: Farrar, Straus and Giroux (1st Farrar edition, 2001). Pb. ISBN 0-374-52780-6.
- The Half Man (1991). Random House, ISBN 0-394-58192-X.
- Central Square (1998). Graywolf Press, ISBN 1-55597-277-2.
- Blood of the Liberals (2000). Farrar, Straus and Giroux, ISBN 0-374-25142-8.
- The Fight is for Democracy: Winning the War of Ideas in America and the World (2003, as editor). Harper Perennial. Paperback, ISBN 0-06-053249-1.
- The Assassins’ Gate: America in Iraq (2005). Farrar, Straus and Giroux 2005, ISBN 0-374-29963-3.
- Betrayed: A Play (2008). Faber & Faber.
- Interesting Times: Writings from a Turbulent Decade (2009). ISBN 978-0-374-17572-6.
- The Unwinding: An Inner History of the New America (2013). ISBN 978-0-374-10241-8.
  - Deutsch von Gregor Hens: Die Abwicklung: Eine innere Geschichte des neuen Amerika. S. Fischer, Frankfurt 2014, ISBN 978-3-10-000157-3.[9]
- Our Man: Richard Holbrooke and the End of the American Century, Cape 2019.[10]
  - Deutsch von Gregor Hens: Das Ende des amerikanischen Jahrhunderts. Richard Holbrookes Mission. Rowohlt, Hamburg 2022, ISBN 978-3-498-00218-3.
- Last Best Hope: America in Crisis and Renewal (2021). ISBN 978-1-78733-342-0.
  - Deutsch von Elisabeth Liebl: Die letzte beste Hoffnung: Zum Zustand der Vereinigten Staaten. Rowohlt, Hamburg 2021, ISBN 978-3-498-00219-0.[11]

## Einzelbelege
1. ↑  http://www.californiabirthindex.org/
2. ↑  David Glenn: Unfinished Wars. (Memento vom 5. November 2005 im Internet Archive) Columbia Journalism Review, September 2005.
3. ↑  Porträt des Autors auf den Mitarbeiterseiten des New Yorker
4. ↑  Die Abwicklung des alten Amerika, Deutschlandfunk, 19. Oktober 2014
5. ↑  Clare Swanson: 2013 National Book Awards Go to McBride, Packer, Szybist, Kadohata. In: Publishers Weekly. 20. November 2013, abgerufen am 3. Dezember 2013.
6. ↑  2013 winners. In: nationalbook.org. Abgerufen am 14. April 2019 (englisch).
7. ↑  Kirsten Reach: NBCC finalists announced. In: Melville House Publishing. 14. Januar 2014, archiviert vom Original am 8. Januar 2017; abgerufen am 14. Januar 2014.  Info: Der Archivlink wurde automatisch eingesetzt und noch nicht geprüft. Bitte prüfe Original- und Archivlink gemäß Anleitung und entferne dann diesen Hinweis.
8. ↑  Announcing the National Book Critics Awards Finalists for Publishing Year 2013. National Book Critics Circle, 14. Januar 2014, abgerufen am 14. Januar 2014.
9. ↑  Rezension: Michael Hochgeschwender, Der amerikanische Traum ist ausgeträumt. FAZ, 5. August 2014, S. 10 (Feuilleton)
10. ↑  Our Man by George Packer review – Richard Holbrooke and American power, Rezension in The Guardian vom 2. Mai 2019, abgerufen am 26. August 2019
11. ↑  Friedemann Bieber: Rezension. In: FAZ und faz.net

| Personendaten    | Personendaten                              |
| ---------------- | ------------------------------------------ |
| NAME             | Packer, George                             |
| KURZBESCHREIBUNG | US-amerikanischer Journalist und Buchautor |
| GEBURTSDATUM     | 13. August 1960                            |
| GEBURTSORT       | Santa Clara (Kalifornien)                  |